# Damian Johannes Theelen
Damian Johannes Theelen (ur. 4 kwietnia 1877 r. w Beesel, zm. 6 sierpnia 1946 r. w Ruse) – holenderski duchowny katolicki, biskup ordynariusz nikopolski od 1915 roku.

## Życiorys
Urodził się w 1877 roku w Beesel w Holandii w rodzinie katolickiej. Po ukończeniu szkoły średniej zdecydował się podjąć studia teologiczne. W wieku 22 lat otrzymał święcenia kapłańskie, wstępując do zakonu pasjonistów. Został skierowany do pracy duszpasterskiej w Bułgarii. 21 maja 1915 papież Benedykt XV mianował go ordynariuszem diecezji nikopolskiej. Na okres jego rządów w diecezji przypadł trudny czas dwudziestolecia międzywojennego, dwóch wojen światowych oraz początki władzy komunistycznej w Bułgarii, która prześladowała także katolików mieszkających w tym państwie. Zmarł w 1946 roku w Ruse.